# Nemrut Dağı (vulkaan)
De Nemrut Daği (Armeens: Սարակն; Koerdisch: Çiyayê Nemrud) is de jongste en meest zuidelijke van de rij vulkanen in Oost-Anatolië; hij is 2948 m hoog; de krater van de vulkaan heeft een diameter van circa 7 km. Het westelijke deel van de krater bevat een koudwatermeer van circa 155 m diep; er is ook een klein warmwatermeer dat een temperatuur bereikt van circa 60 °C: een bewijs dat er nog steeds vulkanische activiteit aanwezig is.
De vulkaan was vele eeuwen actief, tot het jaar 1692; uitbarstingen van de Nemrut hebben in het verleden geleid tot de vorming van het Vanmeer, met 3755 km² het grootste meer van Turkije.